# 권진규
권진규(權鎭圭, Jin-kyu Kwon; 1922년 4월 7일~1973년 5월 4일)는 대한민국의 조각가이다. 초기 작품엔 석조가 많았고 그 이후엔 주로 점토를 구운 테라코타와 삼베에 옻칠을 바른 건칠로 환조 및 부조 작업을 하였다.  

## 생애
1922년 함경남도 함흥에서 부유한 상인의 차남으로 출생하였다. 1938년부터 1943년까지 춘천공립중학교(현 춘천고등학교)를 다녔고 1943년 4월 일본 도쿄에 건너가 미술 공부를 시작하였으나 곧 현지에서 징용을 당하였다. 1944년 히다치의 다치가와 공장에서 이탈하여 함흥에 돌아와 은신하다가 1945년 8월 해방을 맞았다. 1946년 경 월남하여 서울시 성북동에 체류하면서 이쾌대(1913~1965)의 성북회화연구소에서 미술 공부를 하였고 1947년 속리산 법주사 미륵대불 조성작업에 조각가 윤효중(1917~1967)의 조수로 참여하였다. 
1948년 형 권진원의 간병을 위하여 일본 도쿄에 갔고 1949년 무사시노 미술학교 (데이코쿠 미술학교, 현 무사시노 미술대학) 조각과에 입학하여 부르델 Bourdelle의 제자인 시미즈 다카시(淸水多嘉示 Takashi Shimizu, 1897~1981)를 사사하였다. 재학 중인 1952년 37회 이과전( 二科展)에서 입상하였고 1953년 38회 이과전( 二科展)에서 석조 2점으로 특대(特待)상을 받았다. 1951년 같은 학교 서양화과 재학생 오기노 도모(荻野トモ, 1931~2014)를 만났고 1953년부터 같이 살았다. 1955년 테라코타 작업을 시작하였다. 1959년 8월 도모와 혼인신고를 하고 같은 해 9월 귀국하였다. 귀국 동기는 홀로 된 노모를 부양하는 외에 은사의 울타리를 벗어나 자기류의 예술을 추구하는 데 있었고 자리를 잡는대로 도모와 재결합하려고 하였다.  
1959년 귀국 후 2년여에 걸쳐 서울시 성북구 동선동 3가 250번지에 가마와 우물을 갖춘 아틀리에를 짓고 테라코타로 소조 작업을 하였다. 서울대학교 공과대학과 덕성여대 등 몇 군데 시간강사 수입으로 근근이 살면서도 자기류의 예술을 힘차게 추진하였다. 귀국시 희망적 기대와는 달리 생활여건이 열악하여 도모를 데려오지 못하였다. 그러던 차에 일본의 처가에서 이혼 서류를 보내왔고 1965년 4월 도모와 법적으로 헤어졌다.   
1965년 9월 서울 신문회관에서 제1회 개인전을 열었다.  출품작은 <조국> (남자 등신대 입상, 석고>, <입산> (목조), <손> (테라코타), <희구> (테라코타) 등 45점이었다. 제1회 개인전에 대한 예술계의 반향은 싸늘하였다. 당시 한국의 사회문화적 환경이 열악하였던 탓이 크지만 권진규의 소조가 구상 위주여서 당시 큰 조류였던 추상 미술에 반하였기 때문이다. 1966년부터 홍익대학교 미술대학의 비상근 강사로 출강하면서 여러 여학생들을 모델로 테라코타 작업을 하였다. <지원의 얼굴>도 이 시기에 만들어졌다(1967년).   
서양화가 권옥연(1923~2011)의 노력으로 일본 도쿄의 니혼바시 화랑에서 1968년 7월 제2회 개인전이 열렸다. 출품작은 <재회>, <춘엽니(尼)>, <지원의 얼굴>, <싫어> 등 테라코타 30점이었다. 소식을 접한 도모가 전시회 첫날 내방하여 재회가 이루어졌으나 그 만남은 눈물뿐이었다. 그 후로는 두 사람이 다시 재회하지 못하였다. 이 전시회에 대한 일본 미술계의 평가는 상당히 좋았다. 출품작 가운데 <춘엽니>와 <애자>가 도쿄국립근대미술관에 소장되었다. 무사시노 미술대학에 비상근 강사직을 요청하였고 학교로부터 비공식적인 긍적적 응답을 받았다. 귀국후 건칠 작업에 착수하였다. 다수의 불상을 제작하였다. 무사시노 인사건은 권진규의 간청에도 불구하고 무사시노 미술대학의 캠퍼스 이전과 관련된 학내 혼란으로 무산되었다.   
1971년 12월, 명동화랑(대표 김문호)에서 제3회 개인전을 열었다. 권진규는 이 전시회에 테라코타 24점, 건칠 11점, 석조 3점을 출품하였는데 건칠 작품이 미술계의 관심을 끌지 못하였고 김문호 사장의 노력에도 불구하고 작품이 거의 팔리지 않았다. 사명대사 동상의 수주도 한동안 진행되다가 취소되었다. 1972년에 이르러 작가는 제작 의욕을 상실하였다. 양산 통도사 수도암에서 불상을 제작하면서 마음을 추스리려 했지만 한계가 있었다. 몸에 병이 났다.      
1973년 1월, 고려대학교 박물관의 이규호 학예관이 고려대학교의 품의를 얻어 작품 2개를 15만원에 구입하였다. 그에게는 세상 살다보니 생긴 별일이었다. <마두>와 <가사를 두른 자소상>이 동선동 아틀리에에서 고려대학교 박물관으로 옮겨졌다. <비구니>가 따라갔다. 별일이 또 이어졌다. 이규호의 소개로 알게 된 박혜일(서울대학교 교수, 핵물리학)이 선뜻 7만원을 내놓고 소품 2점을 골라갔다. 1973년 5월 3일, 고려대학교 박물관의 미술실 개막식에서 자신의 작품이 좋은 위치에 전시된 것을 보았다. 그날 저녁은 박혜일의 휘경동 집에서 안동림(고려대학교 영문과 강사), 김정제(수도여사대 미술과 학생)와 함께 식사를 하고 음악을 들었다. 5월 4일 오전, 고려대학교 박물관을 재방문하여 전시 중인 자신의 작품을 다시 보았다. 동선동 아틀리에로 돌아와 지인 몇 명에게 편지를 써 발송하였고 누이동생 권경숙(1927~) 앞으로 "자신의 아이(작품)들을 잘 부탁한다"는 취지의 유서와 30만원을 남겼다. 오후 3시, 그가 만든 아틀리에에서 세상을 떴다.

## 학력
- 함경남도 함흥제1공립보통학교 (1930년 4월~1937년 3월, 중도에 1년 휴학)
- 강원도 춘천공립중학교 (5년제; 현 춘천중학교 및 춘천고등학교, 1938년 4월~1943년 3월)
- 일본 무사시노미술학교 조각과 (1949년 9월~1953년 3월)

## 전시회
- 1965년 제1회 개인전, 서울 신문회관.
- 1968년 제2회 개인전, 일본 도쿄 니혼바시 화랑.
- 1971년 제3회 개인전, 서울 명동화랑.
- 1974년 1주기 추모전, 서울 명동화랑.
- 1988년 15주기 회고전, 서울 호암갤러리.
- 1998년 25주기전, 가나아트센터 개관기념전.
- 2003년 30주기전, 서울 인사아트센터.
- 2009년 권진규전, 일본 도쿄 국립근대미술관, 일본 무사시노 미술대학, 서울 국립현대미술관.
- 2022년 (3.24~5.22) 권진규 탄생 100주년 기념전, 서울시립미술관.

## 권진규 아틀리에
1959-1961년 권진규가 직접 설계하여 서울시 성북구 동선동 3가 250번지에 지은 작업실인 권진규 아틀리에는 독특함과 문화적 가치를 인정받아 2004년에 등록문화재 134호로 등록되었다. 2006년 12월에 동생인 권경숙이 (재)내셔널트러스트 문화유산기금에 기증하여 보수와 복원이 이루어졌고, 2007년부터는 예약 개방 방식으로 운영된 뒤, 2008년 5월에 개소식을 치렀다. 이로써 권진규 아틀리에는 최순우 옛집과 나주 도래마을 옛집에 이어, (재)내셔널트러스트 문화유산기금이 영구히 보존하는 시민문화유산 제3호가 되었으며, 대한민국에서는 기증을 통해 확보한 내셔널트러스트운동의 문화유산 보존 첫 사례였다. 대지 83.6m2, 건축면적 78.8m2의 규모이며 건물 2동(아틀리에와 살림채)으로 이루어져 있다. 예술가 입주 프로그램(Artists-in-Residence)을 운영하고 있다. (사)권진규기념사업회와 함께 권진규선생 기념행사를 주관하고 있다.

## 참고 문헌
- 《권진규》 삼성문화재단, 1997.
- 박형국, "권진규 평전". 《權鎭圭展 권진규전》 東京國立近代美術館, Musashino Art University Museum & Library, 국립현대미술관. 2009.
- 최열, 《권진규》 마로니에북스, 2011.
- 허경회, 《권진규》 PKM북스, 2022.
- 권진규 사이버미술관 http://www.jinkyu.org/cyber_museum/intro.php